# Liste der Biografien/Oru
Liste der Biografien |
Portal Biografien |
Personensuche
# |
A |
B |
C |
D |
E |
F |
G |
H |
I |
J |
K |
L |
M |
N |
O |
P |
Q |
R |
S |
T |
U |
V |
W |
X |
Y |
Z |
?
 
Oa |
Ob |
Oc |
Od |
Oe |
Of |
Og |
Oh |
Oi |
Oj |
Ok |
Ol |
Om |
On |
Oo |
Op |
Oq |
Or |
Os |
Ot |
Ou |
Ov |
Ow |
Ox |
Oy |
Oz
 
Ora |
Orb |
Orc |
Ord |
Ore |
Orf |
Org |
Orh |
Ori |
Orj |
Ork |
Orl |
Orm |
Orn |
Oro |
Orp |
Orr |
Ors |
Ort |
Oru |
Orv |
Orw |
Orx |
Ory |
Orz
Die Liste der Biografien führt alle Personen auf, die in der deutschsprachigen Wikipedia einen Artikel haben. Dieses ist eine Teilliste mit 25 Einträgen von Personen, deren Namen mit den Buchstaben „Oru“ beginnt.

## Oru

### Oruc
- Oruç, osmanischer Historiograph und Sekretär
- Oruç, Ozan Can (* 2000), türkischer Fußballtorhüter
- Oruç, Şerife, türkische Journalistin
- Oruche, Phina (* 1972), britische Schauspielerin
- Orucov, Mirzə, aserbaidschanischer Badmintonspieler und -funktionär
- Orucov, Rüstəm (* 1991), aserbaidschanischer Judoka
- Orucov, Vəzir (1956–1993), aserbaidschanischer Teilnehmer am Bergkarabachkonflikt
- Örücü, Barış (* 1992), deutsch-türkischer Fußballspieler
- Oruczadə, İzzət (1909–1983), aserbaidschanische Filmschauspielerin und Chemikerin

### Orud
- Orudschew, Jegor (* 1995), russischer Automobilrennfahrer
- Orudschow, Sabit (1912–1981), sowjetischer Staatsmann, Minister für Erdöl- und Gaswirtschaft der UdSSR
- Orudschow, Wugar Nariman ogly (* 1971), sowjetischer, belarussischer bzw. russischer Ringer

### Orue
- Orué, Michael (* 1985), peruanischer Fußballschiedsrichterassistent
- Orueta, Ricardo de (1868–1939), spanischer Kunstkritiker und Kunsthistoriker
- Oruezábal, Luis (1952–2014), argentinischer Fußballspieler

### Oruk
- Oruka, Henry Odera (1944–1995), afrikanischer Philosoph

### Orum
- Örüm, Matthias (* 1975), deutscher Fußballspieler
- Ørum, Poul (1919–1997), dänischer Journalist und Schriftsteller
- Oruma, Wilson (* 1976), nigerianischer Fußballspieler

### Orup
- Orupabo, Frida (* 1986), norwegisch-nigerianische Künstlerin

### Orus
- Orussajew, Eldar (* 1994), kasachischer Nordischer Kombinierer

### Oruw
- Oruwariye, Amani (* 1996), US-amerikanischer American-Football-Spieler

### Oruz
- Oruz, Selin (* 1997), deutsche Hockeyspielerin
- Oruz, Timur (* 1994), deutscher Hockeyspieler
- Oruzgani, Zulfikar (* 1987), deutscher Basketballschiedsrichter